# Астраханская ПГУ-235
Астраханская ПГУ-235 (ПГУ-235 «Центральной» котельной) — парогазовая тепловая электростанция, расположенная в г. Астрахань Астраханской области России. Введена в эксплуатацию в 2013 году. Собственник станции — ООО «ЛУКОЙЛ-Астраханьэнерго» (входит в группу «ЛУКОЙЛ»).

## Конструкция станции
Астраханская ПГУ-235 представляет собой тепловую парогазовую электростанцию с комбинированной выработкой электроэнергии и тепла (ПГУ-ТЭЦ). Установленная мощность электростанции — 235 МВт, тепловая мощность — 131,8 Гкал/час. Основное топливо — природный газ, аварийное — дизельное топливо. 
В 2016-м году рассматривался вариант полого отказа от возможности использования жидкого топлива. Однако, установка однотопливных газовых форсунок вместо двутопливных, потребовала существенных изменений в программе контроллера газовых турбин, что оказалось не целесообразным. 
На момент написания правки не было случаев работы ПГУ-235 на дизельном топливе.
Основное генерирующее оборудование станции скомпоновано в два энергоблока, каждый из которых построен по принципу дубль-блока (две газовые турбины с котлами-утилизаторами на одну паровую турбину). Оборудование включает в себя четыре газовые турбины LM 6000 PF DF Sprint с турбогенераторами BDAX-290ERJT (мощностью по 45 МВт), четыре паровых котла-утилизатора двух давлений без дополнительного сжигания топливного газа КГТ-44/4,6-435-13/0,5-210, и две теплофикационные паровые турбины Т-17/23-4,5/0,18 с турбогенераторами ТТК-25-2УЗ-П (мощностью по 25 МВт). Производитель газовых турбин — фирма General Electric (США), генераторов газовых турбин — фирма BRUSH (Великобритания), паровых турбин — Калужский турбинный завод, турбогенераторов — «Электротяжмаш-Привод» (г. Лысьва), котлов-утилизаторов — «Белэнергомаш» (г. Белгород). Система охлаждения построена с использованием вентиляторных градирен. Станция отличается высокой эффективностью, проектный расход условного топлива составляет 239,7 г/кВт.ч, КПД — 55,34 %.
С генераторов электроэнергия на напряжении 10,5 кВ передается на четыре трансформатора ТДТН-63000/110 мощностью 63 МВА и два трансформатора ТДТН-40000/110 мощностью 40 МВА, с них — на комплектное распределительное устройство элегазового (КРУЭ) напряжением 110 кВ и через автотрансформатор — на КРУЭ-220 кВ. С распределительных устройств электроэнергия выдается в энергосистему по следующим линиям электропередачи:
- ВЛ 220 кВ ПГУ-235 — ПС Рассвет;
- ВЛ 220 кВ ПГУ-235 — ПС Астрахань;
- КЛ 110 кВ ПГУ-235 — ПС «Кири-Кили» (2 линии);
- КВЛ 110 кВ ПГУ-235 — ПС «ЦРП»;
- КВЛ 110 кВ ПГУ-235 — ПС «Бузанская».

## Экономическое значение
Астраханская ПГУ-235 является второй по мощности и первой по выработке электростанцией Астраханской области. Ввод в станции эксплуатацию позволил значительно сократить дефицит электроэнергии в энергосистеме области. Также Астраханская ПГУ-235 обеспечивает теплоснабжение микрорайона «Бабаевский» города Астрахани с учётом его перспективного развития.

## История строительства и эксплуатации
Строительство Астраханской ПГУ-235 велось в соответствии с договором о предоставлении мощности (ДПМ), заключенным с ОАО «Южная генерирующая компания — ТГК-8» (впоследствии было разделено на несколько компаний) в 2010 году, при этом изначально в одном районе планировалось строительство двух электростанций, мощностью 115 МВт и 120 МВт. Строительство станции было начато в феврале 2012 года на площадке вблизи котельной «Центральная», организатор строительства — ООО «ЛУКОЙЛ-Энергоинжиниринг», генеральный подрядчик — компания «Синерджетик проджектс», генеральный проектировщик — РУП «Белнипиэнергопром». Строительство велось очень быстрыми темпами, станция была введена в эксплуатацию уже 1 июля 2013 года (первый энергоблок) и 10 октября 2013 года (второй энергоблок). Инвестиции в проект оцениваются в 11 млрд рублей.